# Поллі Вокер
Поллі Вокер (англ. Polly Walker) — британська акторка, виконавиця однієї з головних ролей у відомому телесеріалі «Рим».

## Біографія і кар'єра
Поллі Вокер народилася 19 травня 1966 року в місті Воррінгтон, графство Чешир, Англія. Закінчила балетну школу, але у 18 років травмувала ногу, що змусило її змінити плани: Поллі вирішила стати акторкою і почала вивчати акторську майстерність.
Дебютувала в 1990 році в телефільмі «Лорна Дун», потім знялася у фільмах «Сьогун Маеда» («Подорож честі»), «Зачарований квітень», «Ігри патріотів».
У 2005—2007 роках Поллі Вокер зіграла роль Атії Бальби Цезонії в телесеріалі «Рим», за що була висунута на кінопремію «Золотий глобус» за найкращу жіночу роль у телесеріалі — драма.
Пізніше акторка працювала в серіалах «Воскрешаючи мертвих», «Міс Марпл Агати Крісті», «Плантація», «Капріка».

## Особисте життя
У Поллі Вокер двоє дітей: Джорджіо (нар. 1993) і Ділайла (нар. 2000). Проживає в США. 2008 року одружилася з актором Лоуренсом Пенрі-Джонсом.

## Фільмографія
| Рік         |    | Українська назва                        | Оригінальна назва                           | Роль                     |
| ----------- | -- | --------------------------------------- | ------------------------------------------- | ------------------------ |
| +1989       | с  | Розкадрування                           | англ. Storyboard                            | Маргарет Нінер           |
| 2000        | с  | Правила бою                             | англ. Rules of Engagement                   | Фіона                    |
| 1990        | тф | Лорна Дун                               | Lorna Doone                                 | Лорна Дун                |
| 1990        | с  | Пуаро Агати Крісті                      | Agatha Christie's Poirot                    | Нік Баклі                |
| 1990        | с  | Другий екран                            | Screen Two                                  | Надя                     |
| 1991        | ф  | Сьогун Маеда (Подорож честі)            | англ. Kabuto / Journey of Honour            | Сесілія                  |
| 1991        | ф  | У кінці ночі                            | англ. Ao Fim da Noite                       |                          |
| 1992        | тф | Небезпечна людина: Лоуренс після Аравії | A Dangerous Man: Lawrence After Arabia      | мадам Дюмон              |
| 1992        | тф |                                         | англ. The Secret World of Spying            | Аннетт                   |
| 1992        | ф  | Еквілібристи                            | фр. Les Équilibristes (Walking a Tightrope) | Хелен                    |
| 1992        | ф  | Зачарованого квітня                     | Enchanted April                             | Керолін Дестер           |
| 1992        | ф  | Ігри патріотів                          | Patriot Games                               | Аннетт                   |
| 1993        | ф  | Процес                                  | The Trial                                   | Лені                     |
| 1993        | ф  | Щепка                                   | Sliver                                      | Віда Уоррен              |
| 1995        | ф  | Королівська милість                     | Restoration                                 | Селія Клеменс            |
| 1996        | ф  | Емма                                    | Emma                                        | Джейн Фейрфакс           |
| 1997        | ф  | Місце на кладовищі                      | Roseanna's Grave                            | Сесілія                  |
| 1997        | ф  | Робінзон Крузо                          | Robinson Crusoe                             | Мері Макгрегор           |
| 1997        | ф  | Гравець                                 | The Gambler                                 | Поліна                   |
| 1997        | ф  | Бандит                                  | Bandyta                                     | Мара                     |
| 1997        | тф | У краю лісів                            | The Woodlanders                             | місіс Чармонд            |
| 1998        | ф  | Новорічна історія                       | Curtain Call                                | Джулія                   |
| 1998        | ф  | Розмова ангелів                         | Talk of Angels                              | Мері Лавель              |
| 1998        | ф  | Темна гавань                            | Dark Harbor                                 | Алексіс Чандлер Веінберг |
| 1999        | ф  | Вісім з половиною жінок                 | 8½ Women                                    | Пальміра                 |
| 2000        | ф  | Око вбивці                              | After Alice                                 | доктор Віра Свонн        |
| 2002        | ф  | Детоксикація                            | D-Tox                                       | Дженні                   |
| 2002        | ф  | Дикий месія                             | Savage Messiah                              | Пола Джексон             |
| 2002        | ф  | Джеффрі Арчер: Істина                   | Jeffrey Archer: The Truth                   | місіс Арчер              |
| 2003        | с  | Велика гра                              | State of Play                               | Енн Коллінз              |
| 2003        | тф | Мер Кестербріджа                        | англ. The Mayor of Casterbridge             | Лучетта Темплмен         |
| 2004        | ф  | Контроль                                | Control                                     | Барбара Коупленд         |
| 2005 — 2007 | с  | Рим                                     | Rome                                        | Атія Бальба Цезонія      |
| 2006        | ф  | Сцени сексуального характеру            | Scenes of a Sexual Nature                   | Естер                    |
| 2007        | с  | Воскрешая мертвих                       | Waking the Dead                             | Кетрін Брайтвейт         |
| 2007        | с  | Міс Марпл Агати Крісті                  | Agatha Christie's Marple                    | Бесс Седжвік             |
| 2007        | с  | Плантація                               | Cane                                        | Елліс Семуельс           |
| 2009        | с  | 4исла                                   | Numb3rs                                     | доктор Лорна Лудлоу      |
| 2009 — 2010 | с  | Каприка                                 | Caprica                                     | Клариса Віллоу           |
| 2010        | с  | Притулок                                | Sanctuary                                   | Ранна                    |
| 2010        | ф  | Битва титанів                           | Clash of the Titans                         | Кассіопея                |
| 2011        | с  | Ясновидець                              | Psych                                       | Ренда                    |
| 2012        | ф  | Джон Картер                             | John Carter                                 | Саркоджа                 |
| 2012 — 2013 | с  | Дружини ув'язнених                      | Prisoners' Wives                            | Франческа                |
| 2012        | с  | Менталіст                               | The Mentalist                               | агент ФБР Алекса Шульц   |
| 2013        | с  | Сховище 13                              | Warehouse 13                                | Шарлотта Дюпре           |
| 2014        | с  | Містер Селфрідж                         | Mr Selfridge                                | Дельфін Дей              |
| 2016        | с  | Параноїк                                | Paranoid                                    | Моніка Уейфілд           |
| 2018        | с  | Старшим треба поступатися               | Age Before Beauty                           | Бел                      |
| 2016 — 2019 | с  | За службовими обов'язками               | Line of Duty                                | Джилл Біггело            |
| 2019        | с  | Пенніворт                               | Pennyworth                                  | Пеггі Сайкс, сестра Бет  |
| 2020        | с  | Бріджертони                             | Bridgerton                                  | леді Порція Фезерінгтон  |